# Elaphoglossum lasiolepium
Elaphoglossum lasiolepium är en träjonväxtart som beskrevs av Jacobus Petrus Roux.
Elaphoglossum lasiolepium ingår i släktet Elaphoglossum och familjen Dryopteridaceae. Inga underarter finns listade i Catalogue of Life.